# Ich kenne ein Tier
Ich kenne ein Tier ist eine Kindersendung, die im Südwestrundfunk (SWR) ausgestrahlt und von Kindern moderiert wird. Inhaltlich werden Tiere präsentiert.

## Konzept
Das Format

soll seinen Zuschauern auf Augenhöhe begegnen. Erwachsene spielen für Zuschauer keine Rolle. Für die Vermittlung von Inhalten werden Animationen verwendet. Diese hat der SWR in Zusammenarbeit mit dem Animationsinstitut der Filmakademie Ludwigsburg, dem Stuttgarter Trickfilmer Andreas Hykade und Studio Film Bilder entwickelt.

## Ausstrahlung
Die Erstausstrahlung war am 28. Mai 2012 innerhalb der Vorschulstrecke KiKANiNCHEN, inzwischen gibt es eine zweite (Oktober 2013) und dritte Staffel (Dezember 2015) mit je 13 weiteren Folgen. In allen Folgen werden Kinder dazu animiert, Tiere genau unter die Lupe zu nehmen. Wie schwer ist ein Elefant – wie viele Kinder braucht es, um das gleiche Gewicht auf die Waage zu bringen? Zur dritten Staffel gab es am 6. Dezember 2015 eine Kino-Premiere in Stuttgart, im Rahmen der 21. Filmschau Baden-Württemberg.

## Website
Auf der Website werden alle Episoden der Sendung als Video on Demand zur Verfügung gestellt.

## Auszeichnungen (Auswahl)
Die Reihe „Ich kenne ein Tier“ hat mehrere Fernsehpreise erhalten, einzelne Episoden wurden separat geehrt:
- Goldener Spatz 2013: Auszeichnung als „Bestes Vorschulprogramm“.
- Emil 2013: Auszeichnung für hochwertiges Kinderfernsehen.
- TICFF – Taiwan International Children Film Festival: „Best Television Program“.
- Prix Jeunesse 2014: Hauptpreis der Kategorie „bis 6 Jahre Non-Fiction“.

„Zebra“ aus der Reihe „Ich kenne ein Tier“
- Deutsche Film- und Medienbewertung 2014: Prädikat „besonders wertvoll“.[2]
- Goroshina 2014: Kinderfilmpreis.
- UNICEF Award 2014: Biennale der Animation.
- CAT Film Festival of Films for young audiences: Jury Special Mention für „Minimalism and Expressiveness“.
- 10th World Festival of Animated Film: Special mention.
- Chicago Children’s Film Festival 2014: Auszeichnung als „Bester Film für kleine Kinder“.
- Festival Play 2015: Lobende Erwähnung.
- 25. Bamberger Kurzfilmtage 2015: Auszeichnung als „Bester Kinderfilm“.
- Mini, VAFI 2015: Lobende Erwähnung.
- Tabor International Short Film Festival 2015: Auszeichnung als „Nicest Film“.
- New York International Children´s Film Festival 2015: Publikumspreis 3–6 Jahre.
- International Children´s Film Festival 2015: Publikumspreis.
- Fest Anca 2015: Preis als „Bester Kinderfilm“.

„Lämmer“ aus der Reihe „Ich kenne ein Tier“
- Deutsche Film- und Medienbewertung 2014 – Prädikat „besonders wertvoll“.
- Film Festival della Lessinia, Italien 2014 – Preis der Kinderjury.
- VAFI Mini, International Children and Youth Animation Film Festival Varaždin/Kroatien 2015 – Erster Preis.
- Festival PLAY, Lissabon/Portugal 2015 – Lobende Erwähnung.

„Meine Schmusedecke“ aus der Reihe „Ich kenne ein Tier“
- Pulcinella Awards 2014: für „Das Huhn auf meiner Schmusedecke“, als Best Preschool TV-Series.
- Expotoons-Festival in Buenos Aires 2014: Preis als beste TV-Serie.
- Deutsche Film- und Medienbewertung 2014: „Prädikat besonders wertvoll“.

## Rezeption
„Das Magazin regt kleine Kinder zum Mitraten an und macht Lust, mehr über Tiere zu erfahren. Auf abwechslungsreiche und unterhaltsame Weise werden Neugier und Wissensdrang von Kindern gefördert.“